# ريتشارد وايلد (محامي)
ريتشارد وايلد (بالإنجليزية: Richard Wild)‏ هو قاضي ومحامي نيوزيلندي، ولد في 20 سبتمبر 1912 في بلنهيم في نيوزيلندا، وتوفي في 22 مايو 1978 في ويلينغتون في نيوزيلندا.